# Stenalcidia contempta
Stenalcidia contempta är en fjärilsart som beskrevs av Louis Beethoven Prout 1931. Stenalcidia contempta ingår i släktet Stenalcidia och familjen mätare. Inga underarter finns listade i Catalogue of Life.